# Tridentiger obscurus
 Tridentiger obscurus es una especie de peces de la familia de los Gobiidae en el orden de los Perciformes.

## Morfología
Los machos pueden llegar a alcanzar los 14 cm de longitud total.

## Depredadores
En Japón es depredado por la perca americana ( Micropterus salmoides ).

## Hábitat
Es un pez de clima templado y demersal

## Distribución geográfica
Se encuentra en Corea,   Japón  y Sajalín (Rusia). 

## Observaciones
Es inofensivo para los humanos. 